# Freestyle ai XXII Giochi olimpici invernali - Ski cross maschile
Tra le competizioni del freestyle che si sono tenute ai XXII Giochi olimpici invernali di Soči (in Russia) c'è stato lo ski cross maschile. L'evento si è disputato il 20 febbraio sul tracciato di Krasnaja Poljana.
Detentore del titolo di campione olimpico uscente era lo svizzero Michael Schmid, che vinse a Vancouver 2010, sul tracciato di Whistler (in Canada), precedendo l'austriaco Andreas Matt (medaglia d'argento) e il norvegese Audun Grønvold (medaglia di bronzo).
Campione olimpico si è laureato il francese Jean-Frédéric Chapuis, che ha preceduto i connazionali Arnaud Bovolenta, medaglia d'argento, e Jonathan Midol, medaglia di bronzo.

## Risultati

### Ottavi di finale
Ottavo di finale 1
| Pos. | Atleta                | Nazione  | Note |
| ---- | --------------------- | -------- | ---- |
| 1    | Victor Öhling Norberg | Svezia   | Q    |
| 2    | Egor Korotkov         | Russia   | Q    |
| 3    | Sergey Mozhaev        | Russia   |      |
| 4    | Michael Schmid        | Svizzera | DNS  |

Ottavo di finale 2
| Pos. | Atleta           | Nazione   | Note |
| ---- | ---------------- | --------- | ---- |
| 1    | Jouni Pellinen   | Finlandia | Q    |
| 2    | Armin Niederer   | Svizzera  | Q    |
| 3    | Scott Kneller    | Australia |      |
| 4    | Thomas Borge Lie | Norvegia  | DNF  |

Ottavo di finale 3
| Pos. | Atleta            | Nazione   | Note |
| ---- | ----------------- | --------- | ---- |
| 1    | Andreas Matt      | Austria   | Q    |
| 2    | Jonas Devouassoux | Francia   | Q    |
| 3    | Patrick Koller    | Austria   |      |
| 4    | Anton Grimus      | Australia |      |

Ottavo di finale 4
| Pos. | Atleta                | Nazione     | Note |
| ---- | --------------------- | ----------- | ---- |
| 1    | Jean-Frédéric Chapuis | Francia     | Q    |
| 2    | Jonathan Midol        | Francia     | Q    |
| 3    | Daniel Bohnacker      | Germania    |      |
| 4    | John Teller           | Stati Uniti | DNF  |

Ottavo di finale 5
| Pos. | Atleta                 | Nazione  | Note |
| ---- | ---------------------- | -------- | ---- |
| 1    | Brady Leman            | Canada   | Q    |
| 2    | Thomas Gabriel Fischer | Germania | Q    |
| 3    | Christoph Wahrstötter  | Austria  |      |
| 4    | Alex Fiva              | Svizzera |      |

Ottavo di finale 6
| Pos. | Atleta           | Nazione | Note |
| ---- | ---------------- | ------- | ---- |
| 1    | John Eklund      | Svezia  | Q    |
| 2    | Arnaud Bovolenta | Francia | Q    |
| 3    | Michael Forslund | Svezia  |      |
| 4    | David Duncan     | Canada  |      |

Ottavo di finale 7
| Pos. | Atleta              | Nazione   | Note |
| ---- | ------------------- | --------- | ---- |
| 1    | Filip Flisar        | Slovenia  |      |
| 2    | Florian Eigler      | Germania  |      |
| 3    | Tomáš Kraus         | Rep. Ceca |      |
| 4    | Christian Mithassel | Norvegia  | DNF  |

Ottavo di finale 8
| Pos. | Atleta                | Nazione  | Note |
| ---- | --------------------- | -------- | ---- |
| 1    | Didrik Bastian Juell  | Norvegia | Q    |
| 2    | Andreas Schauer       | Germania | Q    |
| 3    | Christopher Del Bosco | Canada   |      |
| 4    | Thomas Zangerl        | Austria  |      |

### Quarti di finale
Quarto di finale 1
| Pos. | Atleta                | Nazione   | Note |
| ---- | --------------------- | --------- | ---- |
| 1    | Armin Niederer        | Svizzera  | Q    |
| 2    | Egor Korotkov         | Russia    | Q    |
| 3    | Victor Öhling Norberg | Svezia    |      |
| 4    | Jouni Pellinen        | Finlandia |      |

Quarto di finale 2
| Pos. | Atleta                | Nazione | Note |
| ---- | --------------------- | ------- | ---- |
| 1    | Jean-Frédéric Chapuis | Francia | Q    |
| 2    | Jonathan Midol        | Francia | Q    |
| 3    | Jonas Devouassoux     | Francia |      |
| 4    | Andreas Matt          | Austria |      |

Quarto di finale 3
| Pos. | Atleta                 | Nazione  | Note |
| ---- | ---------------------- | -------- | ---- |
| 1    | Brady Leman            | Canada   | Q    |
| 2    | Arnaud Bovolenta       | Francia  | Q    |
| 3    | John Eklund            | Svezia   |      |
| 4    | Thomas Gabriel Fischer | Germania | DNF  |

Quarto di finale 4
| Pos. | Atleta               | Nazione  | Note |
| ---- | -------------------- | -------- | ---- |
| 1    | Filip Flisar         | Slovenia | Q    |
| 2    | Florian Eigler       | Germania | Q    |
| 3    | Andreas Schauer      | Germania |      |
| 4    | Didrik Bastian Juell | Norvegia |      |

### Semifinali
Semifinale 1
| Pos. | Atleta                | Nazione  | Note |
| ---- | --------------------- | -------- | ---- |
| 1    | Jean-Frédéric Chapuis | Francia  | Q    |
| 2    | Jonathan Midol        | Francia  | Q    |
| 3    | Egor Korotkov         | Russia   |      |
| 4    | Armin Niederer        | Svizzera |      |

Semifinale 2
| Pos. | Atleta           | Nazione  | Note |
| ---- | ---------------- | -------- | ---- |
| 1    | Brady Leman      | Canada   | Q    |
| 2    | Arnaud Bovolenta | Francia  | Q    |
| 3    | Florian Eigler   | Germania |      |
| 4    | Filip Flisar     | Slovenia |      |

### Finali
Finale A
| Pos. | Atleta                | Nazione | Note |
| ---- | --------------------- | ------- | ---- |
|      | Jean-Frédéric Chapuis | Francia |      |
|      | Arnaud Bovolenta      | Francia |      |
|      | Jonathan Midol        | Francia |      |
| 4    | Brady Leman           | Canada  |      |

Finale B
| Pos. | Atleta         | Nazione  | Note |
| ---- | -------------- | -------- | ---- |
| 5    | Egor Korotkov  | Russia   |      |
| 6    | Filip Flisar   | Slovenia |      |
| 7    | Armin Niederer | Svizzera |      |
| 8    | Florian Eigler | Germania | DNF  |

Data: Giovedì 20 febbraio 2014 

Qualificazioni

Ora locale: 11:45 

Finale

Ora locale: 13:30 
 
Pista: 

Partenza: m, arrivo:m

Lunghezza: m, dislivello: m

Tracciatore:, porte 

Legenda:
- DNS = non partito (did not start)
- DNF = prova non completata (did not finish)
- DSQ = squalificato (disqualified)
- Pos. = posizione